# Raphitoma bedoyai
Raphitoma bedoyai é uma espécie de gastrópode do gênero Raphitoma, pertencente a família Turridae.